# Tradicijska okućnica „Zagorska hiža“ (Dubrava Zabočka)
Tradicijska okućnica Zagorska hiža je objekt u mjestu Dubrava Zabočka, općini Zabok, zaštićeno kulturno dobro.

## Opis dobra
Objekt tradicijske arhitekture, građen na prijelazu između 19. i 20. stoljeća, na adresi Dubrava Zabočka.

## Zaštita
Pod oznakom P-5596 zavedena je kao nepokretno kulturno dobro - pojedinačno, pravna statusa zaštićena kulturnog dobra, klasificirano kao "profana graditeljska baština".